# Atribut
Atribut je nesamostalni rečenični dio koji se dodaje kojoj imenskoj riječi (imenici, imeničnoj zamjenici ili poimeničenom pridjevu) i pobliže je opisuje. Atributi mogu biti zamjenice (najčešće posvojne), pridjevi ili brojevi, a rjeđe i imenice (u tom slučaju atribut i imenica koju opisuje nisu u istom padežu). Atribute dijelimo na pridjevne i imenične.

## Pridjevni atribut
pridjev
Lijepa djevojka sjedi na plaži.
zamjenica
Njegov auto plave je boje.
redni broj
Prvi čovjek na Mjesecu bio je Neil Armstrong. (redni broj)
ili glavni broj
Dva čovjeka danas su bila u vrtu. (glavni broj)

## Imenični atribut
Imenični atribut najčešće je u genitivu (npr. kap kiše), ali, naravno, može biti i u drugim padežima. Naprimjer, u rečenici Povećao se promet nekretninama, riječ nekretninama instrumentalni je oblik i pobliže opisuje riječ promet.
Primjeri: 
imenica
Vozač kamiona dobar je čovjek.
Moj prijatelj Marko uređivač je Wikipedije.

Kao podvrsta imeničnog atributa postoji i prijedložni atribut koji stoji iza riječi koju dopunjuje, a po vrsti riječi gotovo uvijek je imenica:
Ova je torta od čokolade tvoja.
Kupio sam sladoled na štapiću.

## Sročni i nesročni atribut
Pridjevni atributi još se nazivaju i sročnim atributima (slažu se s imenicom, imeničnom zamjenicom ili poimeničenim pridjevom u rodu, broju i padežu), a imenični se još nazivaju nesročnim atributima.

## Vanjske poveznice
- Atribut Hrvatska enciklopedija